# Indalecio (varón apostólico)
San Indalecio, según la Tradición[cita requerida], es uno de los siete varones apostólicos y el primer obispo de Almería. Nació en Caspe, fijó su sede episcopal en la ciudad de Urci (actual Pechina), que con el tiempo fue trasladada a Almería. Los obispos de Almería se tienen como sus sucesores. De Urci pasa a Granada, Cartagena, Lorca, Murcia, Elche, Orihuela, Alicante, Valencia, Alcañices y Segorbe. Luego pasa a Tarazona, Zaragoza, Oca, Burgos, Toledo y finalmente a su querida Urci. Murió mártir, se sabe que fue arrojado al mar y posteriormente enterrado en Urci. 
Ya en el siglo XI, el abad de San Juan de la Peña, se embarca en la empresa de buscar los restos del cuerpo del santo y trasladarlos a dicho monasterio. Junto con otros monjes viaja hasta Urci. Allí, en sueños, un ángel le revela el paradero de la tumba. Una vez exhumados los restos, van subiendo al norte siguiendo el Mediterráneo, hasta que en marzo de 1084 llegan al monasterio pirenaico. En abril de 1187, 238 pueblos de la zona de San Juan de la Peña hicieron Solemne Voto de acudir una vez al año, en torno a la Solemnidad de Pentecostés al monasterio para que el santo concediese agua para los campos y serenidad para las cosechas.
Tras la Desamortización, la urna con los restos del santos fue trasladada a la Catedral de Jaca. 
Gracias a las gestiones del obispo D. Rosendo Álvarez Gastón se devolvieron ciertas reliquias que fueron colocadas bajo el altar de la S. A. I. Catedral de la Encarnación de Almería y en el Seminario Conciliar de San Indalecio de Almería. Es el santo patrón de la diócesis de Almería, del pueblo de Pechina y del Seminario Mayor de dicha diócesis. Su fiesta es el 15 de mayo, aunque la solemne procesión suele trasladarse al domingo más cercano si la solemnidad cae en un día no festivo en el calendario civil.